# The Genuine Fakes
The Genuine Fakes är ett powerpopband från Stockholm. Det bildades i oktober 2005 av singer/songwritern Johan Bergqvist, basisten Mårten Bengtsson och trummisen Johan Sundin. 2007 anslöt även keyboardisten Tommy Wassgren.

## Bakgrund
Bandets debutsingel, en cover av Mariah Careys All I Want for Christmas, släpptes i december 2009 genom Pristine Media Productions och Record Union. Den 21 maj 2010 släpptes singeln "I Don't Want It". Det självbetitlade debutalbumet (även kallat The Striped Album på grund av det randiga omslaget) släpptes digitalt den 1 december 2010 och på CD i Sverige den 17 januari 2011. Sedan dess har den även givits ut i USA av Kool Kat Musik, i Japan av Thistime Records samt i Spanien av Rock Indiana Records. Den 11 november 2011 gav bandet ut Liner Notes digitalt, på vilken de samlade ihop de låtar som blivit över från inspelningen av debutskivan.
Bandet har även bidragit med låtar till några samlingsskivor. På Beautiful Escape: The Songs of The Posies Revisited märks deras version av låten "Somehow Everything", och på Songbox Fan Crusade Vol. 1 har de med två egna alster – "I Don't Want It" och "The Promise". Till julen 2011 släpptes This Christmas Time i Japan av Thistime Records/Powerpop Academy Distribution där "All I Want for Christmas" är med.
The Genuine Fakes har sedan starten turnerat i Sverige. De har bland annat besökt Amplifiedfestivalen, Rookiefestivalen i Hultsfred och Peace & Love. De har även gått till final i musiktävlingarna Rockkarusellen och Jack Rocks. De placerade sig även på topp 20 av 1600 anmälda akter i Metro Music Challenge 2008 (samma år som Erik Hassle deltog).
I USA har de fått uppmärksamhet hos powerpoppubliken. En amerikansk bloggare skriver att "The Genuine Fakes is producing some of the best power pop to come out of Sweden in a long time".
Popbang Radio lade till singeln "I Don't Want It" som veckans singel direkt när den släpptes:
"Sweden's best kept secret is easily The Genuine Fakes.  They have yet to release an album, but the buzz on this band is deservingly huge!  They don't hide the fact that they are all about power pop, and fans of Weezer, Fountains of Wayne, The Posies and The Merrymakers will welcome The Genuine Fakes with open arms.  This band aint kidding around...  they are serious of climbing to the top of the power pop charts, and with super high quality music like "I Don't Want It", they deserve to get there.  Look for the first full length album in the fall of 2010."

## Diskografi

### Album
- 2018: Issues[14]
- 2011: Liner Notes[15]
- 2010: "The Striped Album"

### Singlar
- 2018: Even With You
- 2017: Humdrum Routine
- 2016: Guns N' Roses Saved My Life
- 2016: Conceited
- 2015: Do You Want to Build a Snowman / You Always Come Back Home (for Christmas)
- 2010: Irreplaceable
- 2010: When Reality Hits You[16]
- 2010: I Don't Want It[1]
- 2009: All I Want for Christmas

### Samlingar
- 2015: The Southside Cavern Volume One (Låt: "Conceited")
- 2014: A Kool Kat Kristmas Volume 2 (Låt: "You Always Come Back Home (for Christmas)")
- 2012: Power Pop Planet Volume One (Låt: "When Reality Hits You")
- 2011: This Christmas Time (Låt: "All I Want for Christmas")
- 2011: Together We Are Not Alone (Låt: "I Wanna Be a Stranger")
- 2009: Songbox Fan Crusade Vol. 1 (Låtar: "I Don't Want It", "The Promise")
- 2008: Beautiful Escape: The Songs of The Posies Revisited (Låt: "Somehow Everything")